# Nanxiong
Nanxiong (南雄 ; pinyin : Nánxióng) est une ville de la province chinoise du Guangdong. C'est une ville-district placée sous la juridiction de la ville-préfecture de Shaoguan.

## Démographie
La population du district était de 451 268 habitants en 1999.